# Бухгалтерська звітність
Бухга́лтерська зві́тність — звітність, що складається на підставі даних бухгалтерського обліку для задоволення потреб певних користувачів..
До бухгалтерської звітності включають:
- Фінансову звітність
- Податкову звітність
- Статистичну звітність
- Управлінську звітність